# オートバイ (hàlの曲)
オートバイは、2000年10月4日にリリースされたhàlの8thシングル。CDコードはVICL-35164。

## 解説
- M-1「オートバイ」はシングルとしては4thシングル「もう青い鳥は飛ばない」以来の、丸木戸定男（曽我部恵一のペンネーム）による提供作品となっている。
- M-1は後にリリースされるhàlの4thアルバム『ブルー』にも収録されているが、アルバム収録のものと本シングル収録のものでは微妙にバージョンが異なる。
- M-2「Always You」はシングル収録としては初となる、hàlのセルフプロデュース作品となっている。

## 収録曲
1. オートバイ
  - 作詞・作曲：丸木戸定男／編曲：高野勲
2. Always You
  - 作詞・作曲・編曲：hàl